# Noegus bidens
Noegus bidens är en spindelart som beskrevs av Simon 1900. Noegus bidens ingår i släktet Noegus och familjen hoppspindlar. Inga underarter finns listade i Catalogue of Life.